# Cèsar (títol)
Cèsar (en plural "Cèsars") és un títol nobiliari instituït durant l'Imperi Romà. Es deriva del cognomen Gaius Iulius Caesar ("Gai Juli Cèsar"), el famós general, cònsol i dictador romà (nomenat pel Senat). El títol fou mantingut durant l'Imperi Romà d'Orient, inclús essent obtingut per Roger de Flor pels mèrits obtinguts durant la campanya contra els turcs duta a terme per la Companyia Catalana d'Orient al segle xiii. En l'Imperi Romà d'Orient era un dels màxims títols.
La transformació del nom familiar Cèsar en un qualificatiu imperial pot ser vagament traçada a partir de l'any 69 (l'anomenat any dels quatre emperadors). Ja a principis del segle ii, l'autor llatí Suetoni va escriure les "Vides dels dotze cèsars" (De vita Caesarum), en les quals descriu les biografies de Gai Juli Cèsar i els onze primers emperadors romans (fins a Domicià).

## Significat

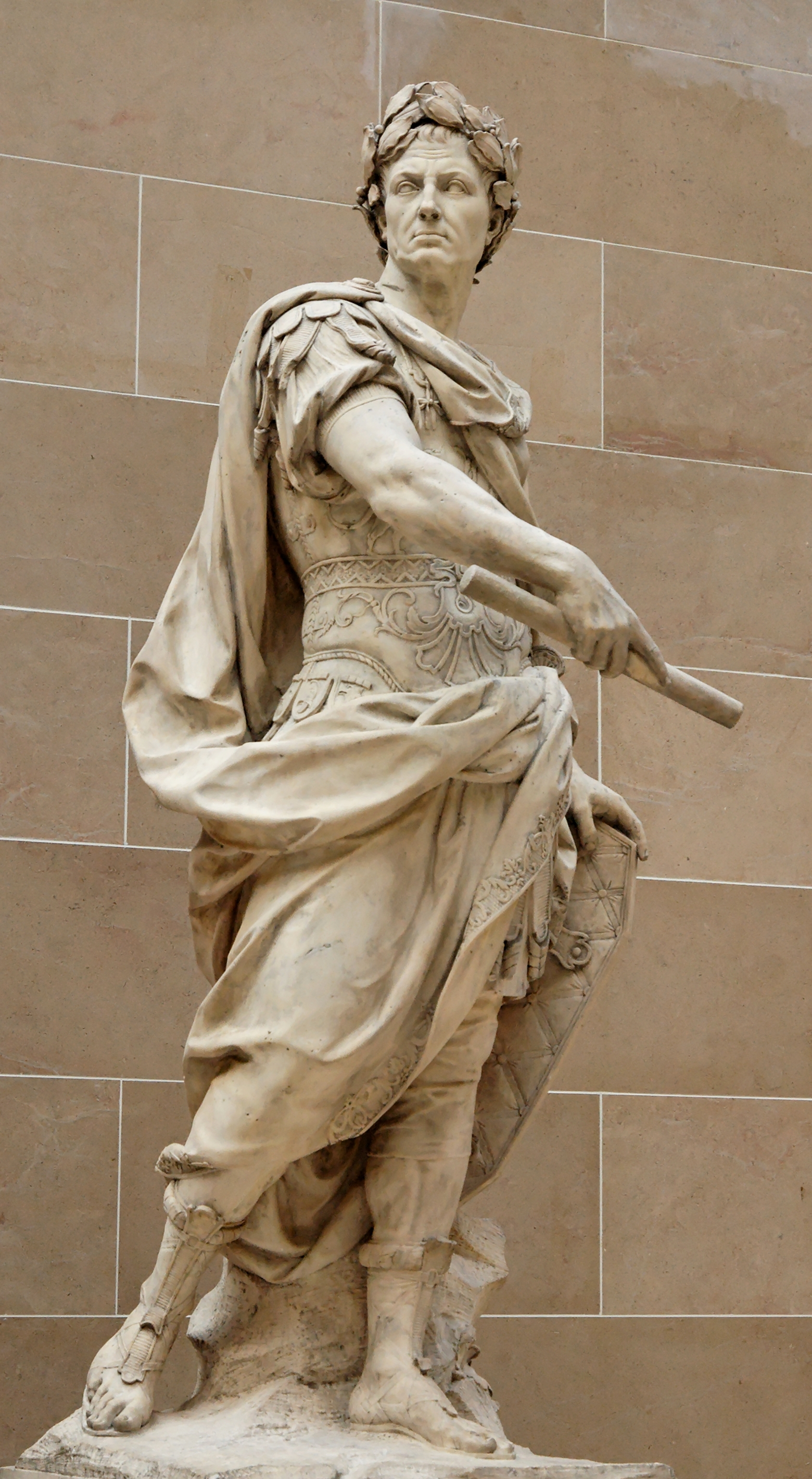
El Juli Cèsar de Nicolas Coutou, al Louvre

Cèsar significava originalment "bell", la qual cosa suggereix que els Iulii Caesares, una branca específica de la gens patrícia Júlia, fossin coneguts per tenir una abundant cabellera (no obstant això, donat el sentit de l'humor romà, també va poder significar que més aviat fossin propensos a quedar-se calbs, problema que patia, sens dubte, el membre més il·lustre de la família, Juli Cèsar).
El primer emperador, Cèsar August, va dur aquest nom com un símbol de poder. El seu nom de naixença era Gaius Octavius, sent adoptat de manera pòstuma per Cèsar en el seu testament, de manera que, segons les convencions romanes, va passar a anomenar-se Gaius Iulius Caesar Octavianus (Gai Juli Cèsar Octavià, habitualment conegut com a "Octavi" o "Octavi August" durant el transcurs de la seva vida).
Per raons polítiques, Octavi va voler remarcar la seva relació amb Juli Cèsar (ja que no era fill natural seu, sinó simplement adoptat) al fer-se anomenar simplement "Cèsar Emperador" (nom al qual el Senat Romà va agregar honoríficament el títol Augustus -"Majestuós" o "Venerable"-, l'any 26 aC), sense ostentar cap altre element del seu nom complet.
El successor de l'emperador Octavi, el seu fillastre Tiberi, també va usar el nom de Cèsar com a títol. El seu nom de naixença era Tiberius Claudius Nero (Tiberi Claudi Neró), sent adoptat per Octavi el 26 de juny de l'any 4 com a Tiberius Iulius Caesar. D'aquesta forma es va establir un precedent: l'emperador designava el seu successor en adoptar-lo i atorgant-li el nom de "Cèsar". El títol fou mantingut en l'Imperi Romà d'Orient fins a la seva caiguda.

## Derivacions
Kaysar fou el títol i dom donat pels àrabs als emperadors romans i després als emperadors romans d'Orient, equivalent del llatí Cèsar. Els àrabs preislàmics van adquirir aquest nom de l'arameu.
Diversos caps àrabs van regnar sota l'imperi romà. El 244 un àrab de l'Hauran va regnar cinc anys com Darens Julius Philippus. Al segle vi, sota els romans d'Orient, els gassànides van substituir als Banu Salih com aliats romans d'Orient i el filarca gassànida va rebre el títol de patrici (bitrik) i corona de vassall de l'emperador o Kaysar. Amb l'adveniment de l'islam, els "Kaysar" van representar l'enemic i l'infidel.
En temps més recents kaiser i tsar són títols que ressemblen aquest títol.